# Tony Fernández
Octavio Antonio "Tony" Fernández Castro (San Pedro de Macorís, 30 de junio de 1962-Florida, 15 de febrero de 2020) fue un shortstop dominicano que jugó en las Grandes Ligas de Béisbol. Conocido por sus habilidades defensivas, estableció un récord para un shortstop con un porcentaje de fildeo de .992 en 1989.

## Carrera
Fernández fue descubierto por el famoso scout dominicano de los Toronto Blue Jays, Epy Guerrero y fue firmado como amateur sin reclutar. Ascendido a los Azulejos de Toronto en 1983, Fernández se convirtió en el campo corto titular del equipo en 1985, y contribuyó de manera significativa a que el equipo ganara su primer título de la división ese año. Fernández siguió siendo la estrella de los Blue Jays (Azulejos) durante varios años después.
Antes de la temporada de 1991, Fernández fue traspasado a los San Diego Padres en un importante acuerdo que también envió a la otra estrella azulejos Fred McGriff a San Diego por Roberto Alomar y Joe Carter. Fernández jugó bien para San Diego por dos años y luego comenzó la temporada de 1993 con los New York Mets. Después de un lento comienzo por causas ajenas a su voluntad (problemas de salud por enfermedad renal) fue traspasado nuevamente a los Azulejos de Toronto. Continuo con su ascenso ofensivo y Jugó muy bien el resto de la temporada y fue un instrumento clave en ayudar a los Azulejos de Toronto ganar la Serie Mundial de 1993. En esa Serie Mundial, Fernández remolcó nueve carreras, estableciendo récord para un torpedero.
En 1997, participó de nuevo en la Serie Mundial, gracias en gran parte a su jonrón contra Baltimore que le dio la victoria a su equipo en la Serie de Campeonato de la Liga Americana. Por desgracia, cometió un error muy inoportuno en la parte inferior de la 11° entrada en el Juego 7 de la Serie Mundial, lo que imposibilitó completar una posible doble matanza,(Por el bloqueo Visual del corredor Bobby Bonilla) como conocedores  de béisbol hacemos la salvedad de que era casi imposible completar una doble matanza debido a la lentitud del batazo. aunque eventual mente después de una jugada forzada  en el plato por el mismo Tony Fernandez, por batazo de D. White.  Aunque eventualmente ellos obtuvieron la victoria por sencillo de Édgar Rentería En 1998, se reincorporó a los Azulejos de Toronto, y revitalizó su bateo con promedio sobre .300 en dos temporadas. En el 2000, Fernández jugó para los Seibu Lionsen en Japón antes de regresar a las Grandes Ligas el año siguiente. Cuando volvió en 2001, jugó brevemente para los Milwaukee Brewers, pero regresó a Toronto a finales de la temporada, y se retiró definitivamente por problemas de la vista ,a causa de un pelotazo por C.Guante en el ojo Derecho lo cual provocó los primeros Síntomas glaucoma .
Un hombre muy delgado, Fernández tenía una inclinada, y vacilante postura de bateo que le hacía aparecer como si no pudiera ser lo suficientemente fuerte para sostener el bate. Desde los comienzos de su carrera llevaba una cicatriz en la mejilla derecha. Fernández era un fanático del fitness, le gustaba comprar inusuales máquinas de ejercicios caseras y llevarlas al clubhouse.
Al principio de su carrera, Fernández era muy conocido por sus excepcionales habilidades defensiva en el campo corto. Fue especialmente famoso por saltar en el aire al mismo tiempo que tiraba discretamente a primera base los hits que bateaban a su derecha.
Fernández fue galardonado con cuatro Guantes de Oro consecutivos por su defensa, de 1986 a 1989.Algunos expertos Piensan que debió ganar algunos 3 más incluyendo 1 en tercera base  cuando  cometió1 solo error en 101 partido en 1994 - cincinnati reds -short season.cancelled world series .También fue seleccionado a cinco Juegos de Estrellas. Terminó su carrera con un promedio de bateo de .288 en 2158 partidos jugados, y bateó .327 en postemporada. Fernández realizó un hitting for the cycle Completo el ciclo con un doble en contra de D.Eckaersly sobre la cabeza de S.Javier por left field .cuando pertenecía a los Yankees de Nueva York el 3 de septiembre de 1995 jugando contra los Atléticos de Oakland.

## Liga Dominicana
Apodado Tony Cabeza Fernández en la Liga Dominicana, debutó en la liga en la temporada 1981-82 con los Tigres del Licey, equipo con el que jugó el resto de su carrera.  Tony Cabeza Fernández terminó con promedio de .268, 211 hits, 20 dobles, 10 triples, 60 remolcadas en 788 turnos al bate.

## Enfermedad y muerte
Fernández anunció en 2017 que se le había diagnóstico con Enfermedad renal poliquística. El 15 de febrero de 2020 murió por complicaciones originadas con la insuficiencia renal terminal, asociada con derrame, neumonía y coma inducido.